# Oh Father
„Oh Father“ е името на песен на Мадона от албума „Like a Prayer“ (1989), записана през 1988.
Песента както и клипа на „Oh Father“ (в превод О, Татко) разказва за една жена, която си спомня за смъртта на майка си, когато е съвсем малка. Обезумелият от скръб баща грубо излива гнева си върху малкото си момиче, като го ругае. „Сега не можеш да ме нараниш“, заявява тя под звуците на великолепната мелодия. „Аз избягах от теб, а никога не съм мислела, че ще мога“.
Придружаващият песента видеоклип е черно-бял, заснет от Дейвид Финчър. Клипът получава и номинация за Грами.